# Табунщик Георгій Дмитрович
Георгій Дмитрович Табунщик (гаг. Georgiy Tabunşçik; 1 серпня 1939, село Копчак Тараклійського району, тепер Молдова) — гагаузький політик, перший Башкан Гагаузської Автономії, комуністичний функціонер. Член  ЦК Комуністичної партії Молдавії в 1976—1991 роках. Член Бюро ЦК КП Молдови з червня 1990 по 1991 рік. Член Центральної контрольної комісії КПРС у 1990—1991 роках. Депутат Верховної ради Молдавської РСР (1980—1990). Депутат Парламенту Молдови (2001—2002). Кандидат філософських наук (доктор філософії). 

## Життєпис
У 1957 році закінчив Тараклійську середню школу Молдавської РСР.
У 1957—1962 роках — студент Кишинівського сільськогосподарського інституту за спеціальністю агрономія (вчений агроном).
У 1962—1976 роках — головний агроном, секретар партійного комітету, заступник голови та голова правління колгоспу «Перемога» села Копчак Тараклійського району.
Член КПРС з 1969 року.
У 1974 році закінчив аспірантуру Кишинівського державного університету.
У 1976—1979 роках — голова Чадир-Лунзької районної ради колгоспів Молдавської РСР.
У 1979—1987 роках — 1-й секретар Комратського районного комітету Комуністичної партії Молдавії.
У 1987 — червні 1990 року — заступник голови Держплану Молдавської РСР.
З червня 1990 по 1991 рік — член Бюро ЦК КП Молдови.
У лютому — серпні 1991 року — голова Контрольно-ревізійної комісії Комуністичної партії Молдови.
У 1992—1993 роках — голова Державної комісії Уряду Республіки Молдова з проблем південної зони.
19 червня 1995 — 24 вересня 1999 року — перший башкан (глава) Гагаузської Автономії.
У 2001—2002 роках — депутат Парламенту Республіки Молдова.
9 листопада 2002 — 29 грудня 2006 року — башкан (глава) Гагаузської Автономії.

## Створення Гагаузської Автономії у складі Республіки Молдова
Відповідно до прийнятого в грудні 1994 Парламентом Молдови Закону про Гагаузську Автономію, на референдумі, організованому урядом країни, визначаються 30 населених пунктів, розкиданих по шести районах півдня, які виявили бажання увійти до складу Гагаузії.
У травні—червні 1995 відбулися вибори Башкана (Глави Гагаузії) і депутатів Народних Зборів. Вибори Башкана пройшли в 2 тури. У другому турі переконливу перемогу здобув незалежний кандидат Табунщик, за нього проголосувало 64,1 % виборців.
На Президентських виборах в Молдові в 1996 в першому турі Гагаузія практично на офіційному рівні підтримала кандидатуру Сангелі і стала єдиним регіоном, де за нього проголосували більше 40 % виборців. У другому турі Табунщик активно підтримав Лучинського, за якого в Гагаузії проголосували близько 70 тис. виборців (94 %).
У 1995-1999 Гагаузія в рамках придбаних повноважень проводила самостійну, багато в чому відмінну від Кишинева економічну і соціальну політику, виступила проти проведення в країні крайніх ліберально-ринкових реформ. Курс був узятий на консервацію старих економічних порядків, саботаж єдиної політики реформ у Молдові.
Проведена політика була негативно сприйнята керівництвом держави і на башканскіх виборах в 1999 основні політичні сили країни виступили проти Табунщика. Своїх кандидатів в Башкан висунули Демократична партія Молдови, група Лучинського і Партія Комуністів Республіки Молдова, на свого кандидата ставку зробив і Тирасполь. В результаті демонстративних об'єднаних зусиль башканом в другому турі виборів був обраний Кройтор.
Позачергові вибори Башкана відбулися в жовтні 2002 в них взяли участь 5 кандидатів. Однак проведені 6 жовтня вибори були визнані такими, що — в них взяли участь 41,4 % виборців, при необхідних за місцевим законом 50 %. Перші два місця зайняли Табунщик — 42,52 % і Формузал — 21,05 %.
Повторне голосування пройшло 20 жовтня. У них взяло участь 49,6 % (при порозі 34 %). Перед голосуванням два кандидати зняли свої кандидатури на користь Формузала і звернулися до виборців з відповідною заявою. При повторному голосуванні башканом був обраний Табунщик (за його проголосувало 50,99 % виборців; за Формузала 43,22 %; Таушанжі 5,18 %). У 2002-2006 при башканстві Табунщика відбулися помітні позитивні зміни. Значно зросла економіка, було створено понад 3000 нових робочих місць, Гагаузія першою в Молдові завершила газифікацію регіону.
У цей період Гагаузька автономія була конституційно закріплена (до Конституції Молдови була внесена спеціальна стаття про Гагаузію); Народні Збори наділені правом законодавчої ініціативи в Парламенті Молдови; призначені представники Гагаузії в Росії і Туреччині при посольствах Молдови в цих країна, в липні 2006 був проведений перший Всесвітній Конгрес гагаузів, у роботі якого взяли участь представники 14 держав.
На башканских виборах в грудні 2006 проти Табунщика знову виступила вся ліберальна еліта Молдови та частина партії комуністів, що стало основною причиною поразки Табунщика на цих виборах.
Сім'я
Одружений. Дружина Табунщик Ольга Трохимівна, займається домашніми справами. Подружжя має двох синів. Батьки Табунщик Дмитрій Опанасович і Ольга Петрівна — селяни.

## Нагороди
- «Орден Республіки» (Молдова) (2004)
- Орден «Глорія Мунчій» (Молдова) (1999)
- два ордени Трудового Червоного Прапора (1971, 1976)
- Орден «Дружби народів» (1986)
- Орден «Знак Пошани» (1973)